# Ochrilidia harterti
Ochrilidia harterti is een rechtvleugelig insect uit de familie veldsprinkhanen (Acrididae). De wetenschappelijke naam van deze soort is voor het eerst geldig gepubliceerd in 1913 door Ignacio Bolívar.